# Districte de Tula
El Districte de Tula és un dels tres districtes del departament francès de la Corresa a la regió de la Nova Aquitània. Està compost per 14 cantons i 118 municipis. El cap del districte és la prefectura de Tula.

## Cantons
cantó d'Argentat - cantó de Corrèsa - cantó d'Aus Gletons - cantó de La Pléu - cantó de Mércuer - cantó de La Ròcha Canilhac - cantó de Sent Privat - cantó de Selhac - cantó de Trainhac - cantó de Tula Campanha Nòrd - cantó de Tula Campanha Sud - cantó de Tula Urban Nòrd - cantó de Tula Urban Sud - cantó d'Usèrcha